# Oppeano
Oppeano (velenceiül Opean) település Olaszországban, Veneto régióban, Verona megyében. Lakosainak száma 10 279 fő (2023. január 1.). Oppeano Bovolone, Isola della Scala, Palù, San Giovanni Lupatoto, Zevio, Buttapietra, Ronco all'Adige és Isola Rizza községekkel határos.

## Népesség
A település népességének változása:
| Lakosok száma | 9972 | 10 017 | 10 279 |
|               | 2017 | 2018   | 2023   |